# Rychvald (tvrz)
Rychvald je zaniklý poplužní dvůr u obce Kozojedy v okrese Rakovník. Nachází se na výběžku opukové plošiny jižně od hradiště Dřevíč v nadmořské výšce 465 m. Tvrz zde stála od čtrnáctého do šestnáctého století. Dochovaly se terénní relikty ohrazení a budov, které se nacházejí na okraji národní přírodní rezervace Pochválovská stráň.

## Historie
Tvrz a dvůr se původně nazývaly Lichtenwald. První písemná zmínka o nich pochází z roku 1379, kdy je klášter klarisek v Panenském Týnci pronajímal zemanu Radimovi. V roce 1402 je zmiňován jako vlastník Hanuš z Rychvaldu a roku 1420 bratři Parcifal a Lot z Prostibořic a Vinařic. Později se vlastníkem dvora stalo město Louny a v roce 1522 byl jeho zástavním držitelem Jan z Vitence. Ještě téhož roku se však dalšími majiteli stali Kašpar z Kauče a na Trmicích a rozhodnutím soudu Děpolt z Lobkovic na Bílině. V roce 1637 je již zmiňován již jen les na Rychvaldu.

## Stavební podoba
Ze dvora se dochovala obdélná plocha s rozměry 54 × 49 metrů ohraničená nízkými opukovými valy, které jsou zbytkem obvodové zídky. Podél severní strany stál šestnáct metrů dlouhý a částečně z kamene postavený trojdílný dům. Na něj navazovaly další, převážně ze dřeva postavené stavby. Severně od dvora stál další trojdílný dům, ve kterém mohli být ubytováváni námezdní zaměstnanci, a o něco dál na sever částečně zděná stavba. Jáma, která se u ní dochovala, mohla sloužit jako cisterna na vodu nebo jako hnojiště. Na jihozápad od dvora stála patrová zděná budova o rozměrech 15 × 11 metrů považovaná za sýpku. Ta mohla patřit ke dvoru, nebo ji využíval správce dvora k ukládání vlastního podílu na výnosech dvora. Jiná hypotéza však trosky budovy považuje za pozůstatek tvrze. Mezi touto stavbou a dvorem se nachází ještě jeden kupovitý objekt nejasného účelu. Na západním okraji ostrožny se nachází vydatný pramen, který pravděpodobně sloužil jako zdroj vody.

## Přístup
Tvrziště je volně přístupné, ale nevede k němu žádná turistická trasa. Nachází se však asi jen padesát metrů od zeleně značené turistické trasy jižně od rozcestníku Dřevíč.